# Fondazione Centro San Raffaele del Monte Tabor
La Fondazione Centro San Raffaele del Monte Tabor, fondata nel 1971 da don Luigi Maria Verzé, svolge attività cliniche, di ricerca e didattiche, oltre a custodire quote di attività commerciali varie (alberghi, ristorazione, trasporti, agroalimentare).

## Storia della Fondazione
Il 5 agosto 1958 don Luigi Verzé fonda a Milano, per divenirne presidente fino alla sua morte, l'"Associazione Centro di assistenza ospedaliera S. Romanello", oggi "Associazione Monte Tabor", ente senza fini di lucro, riconosciuto giuridicamente con DPR n. 115 del 19 gennaio 1962.
Il 15 aprile 1971 viene riconosciuta con DPR n. 308 la personalità giuridica della fondazione di religione "Centro S. Romanello del monte Tabor" (destinata a diventare "Fondazione Centro San Raffaele del Monte Tabor"), con sede nel paese natale di don Verzé, Illasi. Questa fondazione, senza fini di lucro, sarà la grande holding proprietaria dell'Ospedale San Raffaele, che nei decenni si amplierà, anche con la proprietà di società per azioni come Laboraf S.p.A. (laboratori di diagnosi) e MolMed S.p.A. (ricerca in medicina molecolare), fino alla crisi del 2011.
Al vertice della struttura societaria di controllo delle svariate diramazioni dell'Opera San Raffaele, don Verzé pone nel 1966 l'"Associazione Sigilli", riconosciuta come associazione pubblica di fedeli dal vescovo di Verona l'8 dicembre 2000, «formata da persone che dedicano tutta l'intera vita per il compimento della
missione dell'Opera», racchiusa nel motto evangelico "Andate, insegnate, guarite!". I membri dell'Associazione Sigilli, a cui è richiesto l'obbligo del celibato/nubilato, sono stati cresciuti da don Verzé già a partire dal 1964 in un periodo di formazione presso la "Casa sede Monte Tabor" a Illasi; in gran parte donne, essi hanno convissuto con don Verzé e contribuito con lui alla fondazione e all'amministrazione, fin ai massimi livelli, delle strutture dell'Opera; in particolare, tra i "sigilli storici",
- Gianna Zoppei è stata per lungo tempo a capo dell'Ospedale San Raffaele di Milano (direttore sanitario dal 1981, sovrintendente sanitario dal 1990 al 2011)[7];
- Raffaella Voltolini è direttore generale dell'Università Vita-Salute San Raffaele, dal 2011 controllata direttamente dall'Associazione Monte Tabor[8];
- Laura Ziller[4] è a capo dell'Hospital São Rafael di Salvador de Bahía (Brasile).

Se con il gruppo dei Sigilli don Verzé cura la gestione sanitaria e spirituale dell'Opera San Raffaele, la gestione più propriamente societaria e amministrativa del gruppo la condivide soprattutto con Mario Cal (1939-2011), imprenditore veneto che don Verzé conosce nel 1977, e a cui affida cariche sempre più ampie, fino alla vicepresidenza della Fondazione nel 1990 e alla nomina di successore alla guida dell'Opera il 14 marzo 2010 (novantesimo compleanno di don Verzé) – cosa che però non si realizzerà, in quanto Cal si suicida il 18 luglio 2011 nel suo ufficio al San Raffaele, nel contesto delle indagini giudiziarie sulla possibile bancarotta fraudolenta della Fondazione.

### La crisi del 2011
Nel febbraio 2011 esplode la crisi finanziaria della Fondazione, di cui don Verzé, a 91 anni, è ancora presidente con poteri amministrativi; al suo fianco, da 35 anni, l'imprenditore trevigiano Mario Cal. La crisi è dovuta a un indebitamento aziendale che, aumentato particolarmente nei tre anni precedenti, si è fatto insostenibile: oltre all'esposizione verso le banche, con l'ipoteca di tutti gli immobili del gruppo, risulta un debito verso i fornitori dell'ospedale dell'ordine di 500-600 milioni di euro. La crisi peggiora con il passare dei mesi: mentre i creditori richiedono decreti ingiuntivi per decine di milioni, visto anche il deficit di 60 milioni nel conto economico 2010 della Fondazione, si avvicina la crisi finale della liquidità.
La Fondazione richiede al consulente esterno Borghesi Colombo e Associati la formulazione di un piano di risanamento, secondo il quale: le banche forniscono ulteriori prestiti per almeno 150 milioni, mentre gli asset aziendali vengono suddivisi in core (ospedale, ricerca e didattica) e non core (di cui molti sono costantemente in deficit; tra essi, un albergo in Sardegna, delle piantagioni ortofrutticole in Brasile, una società neozelandese proprietaria di un aeromobile). L'accettazione del piano da parte delle banche è però condizionata dal ricambio dei vertici operativi della Fondazione.
Nel mese di giugno, la Fondazione avvia la ricerca di un partner economico forte, in grado di prendere il controllo della situazione. Dopo il defilamento dell'amico di sempre, Silvio Berlusconi, finanziariamente impegnato nello stesso periodo nel risarcimento di oltre 500 milioni alla CIR di De Benedetti in relazione al Lodo Mondadori, si mostrano interessati a intervenire nella Fondazione: Giuseppe Rotelli, presidente del Gruppo San Donato, importante compagine privata di ospedali in Lombardia, e la Santa Sede del cardinale Tarcisio Bertone, tramite l'intermediazione di Giuseppe Profiti, presidente dell'Ospedale Bambino Gesù di Roma. Nel consiglio di amministrazione della Fondazione del 30 giugno 2011, si sceglie di affidarsi al Vaticano (anche perché a questa scelta è subordinata la donazione di un miliardo di euro a scopi di didattica e ricerca all'Università Vita-Salute da parte di una fondazione americana collegata al magnate George Soros, per l'ottenimento della quale si sono attivati Massimo Clementi, preside della Facoltà di Medicina, e Alberto Zangrillo, primario di Anestesia dell'ospedale).
L'intervento vaticano si estrinseca pochi giorni dopo nell'insediamento di un nuovo consiglio di amministrazione, in cui la Santa Sede detiene la maggioranza dei posti (consigliere Profiti, incaricato anche dei compiti operativi, insieme con il presidente di IOR Ettore Gotti Tedeschi e l'ex presidente della Corte costituzionale Giovanni Maria Flick e l'imprenditore Vittorio Malacalza); del vecchio consiglio, rimane soltanto don Verzé, affiancato da due membri a rappresentanza della fondazione americana (lo stesso Clementi, con l'economista Maurizio Pini). In particolare, è stato estromesso il membro di lungo corso Mario Cal, in precedenza vicepresidente della Fondazione, che nella giornata del 18 luglio 2011 giunge a uccidersi con un colpo di pistola nel suo ex-ufficio presso la direzione della Fondazione.
Mentre il Tribunale di Milano medita, visto il degenerare della situazione, di dichiarare il fallimento, il nuovo CdA ottiene una proroga fino al 15 settembre 2011 per la presentazione di un piano completo di ristrutturazione del debito e di risanamento aziendale. Il 22 luglio viene chiamato Enrico Bondi come super-consulente per il risanamento economico.
Il 10 gennaio 2012 il gruppo ospedaliero San Donato si aggiudica per 405 milioni di euro l'ospedale San Raffaele di Milano. Dall'11 maggio 2012 le attività sanitarie e di ricerca vengono trasferite alla Ospedale San Raffaele srl controllata da Velca SpA, la finanziaria della famiglia Rotelli.

## Attività mediche e correlate
La Fondazione conta un gran numero di attività nel campo medico e correlati. Tuttavia i bilanci delle attività sanitarie non sono pubblici.
La Fondazione, fino all'11 maggio 2012, comprendeva:
- l'ospedale San Raffaele (Istituto scientifico universitario San Raffaele)
- i due dipartimenti di biotecnologie (DiBit - DiBit 2)
- l'Università Vita-Salute San Raffaele
- l'Associazione Italiana per la Solidarietà tra i Popoli (AISPO), un'organizzazione non governativa che opera in molti Paesi con progetti di sviluppo.
- il Parco Scientifico Biomedico di Roma
- la Science Park Raf di Milano
- la Laboraf, società di diagnostica
- l'HSR Resnati, poliambulatori
- la Telbios, telemedicina e formazione a distanza
- la MolMed, impresa specializzata in medicina molecolare[12]
- la rivista medica Kos
- la rivista L'Ala

Nel mondo sono state aperte anche altre strutture sulla scia del San Raffaele: la Fondazione ha costruito ospedali in Brasile, in Cina, nelle Filippine, in India, in Algeria, in Cile, in Polonia, in Israele e a Malta.
L'ospedale San Raffaele di Roma è stato venduto all'IFO, Istituti Fisioterapici Ospedalieri, un ente dipendente dal ministero, azione per la quale don Verzé è stato molto critico.
Verzé sostenne che, a causa di pressioni del mondo politico e degli ambienti finanziari di Roma, fu «costretto» a vendere l'ospedale «a un prezzo irrisorio» all'imprenditore romano Antonio Angelucci, il quale, soltanto pochi mesi più tardi lo rivendette allo Stato, suscitando scandalo sui media e numerose interrogazioni parlamentari

## Attività commerciali
La Fondazione ha diversificato da tempo il suo portafoglio con attività commerciali. Il bilancio 2009 di tali partecipazioni vede un deficit di 6 milioni di euro.
Tra le società partecipate si trovano:
- Vds Export, società italiana fondata nel 2010 (partecipata al 20% da Roberto Cusin) e proprietaria del 40% dell'omonima holding brasiliana della famiglia veneta Garziera, impegnata nell'agroalimentare nella regione del Pernambuco con coltivazioni di mango, meloni e uva. Il 23 aprile 2010 Scajola, ai suoi ultimi atti da Ministro dello sviluppo economico, ha firmato una delibera di concessione di 2,6 milioni di € di finanziamenti alla VDS tramite la società pubblica Simet. La VDS fattura 5 milioni di € di perdite tra gennaio e maggio 2010, nonostante i suoi terreni siano valutati 15 milioni di €.
- Hotel Don Diego, 4 stelle di Porto San Paolo in Costa Dorata in Sardegna, valutato per 4 milioni di €, e che ha chiuso il bilancio 2007 come Costa Dorata SRL in deficit di 600 000 €. Dal 2008 è subentrata una nuova gestione, la Don Diego SRL, per rimediare alla situazione ottenendo gradualmente ottimi risultati.
- Airviaggi, società di elisoccorso. La Airviaggi controlla la società neozelandese Assion Aircraft & Yachting, che ha in leasing il jet privato della Fondazione, un Challenger Cl604, infine gestito operativamente dalla Alba servizi della Fininvest. La Assion fattura un deficit di 10,9 milioni di euro.